# C'est arrivé à Paris
Pour plus de détails, voir Fiche technique et Distribution.
C'est arrivé à Paris est un film français d'Henri Lavorel et John Berry sorti en 1952, avec Henri Vidal et Evelyn Keyes. 

## Synopsis
Patricia, une richissime Américaine, vient à Paris passer quelques jours chez son oncle. Éprise de liberté, elle sort seule et fait la connaissance dans un bar d'un escroc qui se fait passer pour un prince russe, Wladimir. Patricia tombe amoureuse de ce charmant compagnon mais son père, alerté par l'oncle de Paris, lui ordonne de regagner New York. La jeune fille refuse, mais se voit couper les vivres. C'est donc Wladimir et ses deux complices qui règlent désormais ses factures. Décidé à jouer le tout pour le tout, Wladimir demande Patricia en mariage. Le père refuse et déshérite sa fille. Mais Wladimir aime sincèrement la jeune fille et veut renoncer à ses projets malhonnêtes. Les deux complices ne l'entendent pas ainsi et réussissent à obtenir cinq millions de l'oncle. À la suite d'un concours de circonstances, c'est Wladimir et Patricia qui bénéficieront de cette aubaine.

## Fiche technique
- Titre : C'est arrivé à Paris
- Réalisation : Henri Lavorel et John Berry
- Scénario : Ben Barzman
- Dialogues : Michel Audiard
- Décors : Henri Schmitt
- Costumes : Christian Dior
- Photographie : Jean-Serge Bourgoin
- Son : Pierre Calvet
- Montage : Marinette Cadix
- Musique : Norbert Glanzberg
- Société de production : Le Monde en Images
- Producteur : Henri Lavorel
- Directeur de production : Jean Jeannin
- Pays  :   France
- Langue originale : français
- Format :  Noir et blanc - 1,37:1 - 35 mm - Son mono
- Genre : Comédie
- Durée : 90 minutes
- Date de sortie : France : 26 décembre 1952

## Distribution
- Evelyn Keyes : Patricia
- Henri Vidal : Wladimir
- Germaine Reuver : Mme Poteau
- Jean Wall : Hugo
- Frédéric O'Brady : Otto
- Marcel Charvey : le maître d'hôtel
- Max Dalban : le boucher
- André Dalibert : le fleuriste
- Paul Faivre : le turfiste
- Pierre Gay : le barman
- Émile Genevois : le groom
- Camille Guérini : le père de la petite fille
- Robert Lombard : Marcel
- Bernard Musson : le contrôleur à la gare
- Jean Ozenne : l'oncle
- André Roanne : le gérant du restaurant
- Pierre Sergeol : le garagiste
- Michel Vadet
- Paul Mesnier
- Clément Harari
- Fred Hébert
- Nicolas Amato
- Jean-François Calvé